# Peter Trotzig (1645–1685)
Peter Trotzig, född 25 oktober 1645 i Falun, död 3 april 1685, var en svensk militär.

## Biografi
Peter Trotzig föddes 1645 i Falun. Han var son till direktören Johan Trotzig (1597–1647) över styckgjuteriet i Falun och Gertrud Hoghusen. Trotzig blev i juni 1654 student vid Uppsala universitet och avlade filosofie magisterexamen vid Oxfords universitet. Han blev 1668 pikenerare vid Livgardet, 21 februari 1670 fänrik vid Dalregementet, 4 juli 1673 löjtnant, 7 november 1674 kapten och 18 juli 1676 major. Trotzig deltog från 1675 till 1677 i Skånska kriget. Han adlades 8 september 1681 till Trotzig och introducerades i Sveriges Riddarhus 1682 som nummer 1005. Trotzig avled 1685 och begravdes 8 juni i Stora Kopparbergs kyrka, där hans vapen sattes upp.